# En gotländsk Edda
En gotländsk Edda är en svensk diktsamling från 2007, skriven av Eva Sjöstrand, utgiven av Gotlandsboken. Boken har illustrerats av konstnären Anne Nilsson och formgivits av Christer Jonson.

## Beskrivning
När islänningarna skrev sina berättelser ristade gutarna sin värld i bilder. Öns bildstenar är unika kraftfulla minnen, men vad berättar de?
I en gotländsk Edda vävs betydelsen i nio bildstenar samma med mytologi, de gotländska och isländska sagorna. Och med dagens Gotland, där gullvivan blommar och lammungar skuttar i hagar omgärdade av uråldriga stentun, där de gamla gudarna har behållit sin makt över människors sinnen och där forntiden aldrig är avlägsen.

## Bildstenar
| Kap | Bildsten          | Socken    |
| --- | ----------------- | --------- |
| 1   | Ormkvinnan        | När       |
| 2   | Tjängvide         | Alskog    |
| 3   | Stora Ardrestenen | Ardre     |
| 4   | Frejas vagn       | Fröjel    |
| 5   | Smiss             | Garda     |
| 6   | Smiss             | Stenkyrka |
| 7   | Hammars           | Lärbro    |
| 8   | Pilgårds          | Boge      |
| 9   | Ardrekistan       | Ardre     |

### Galleri

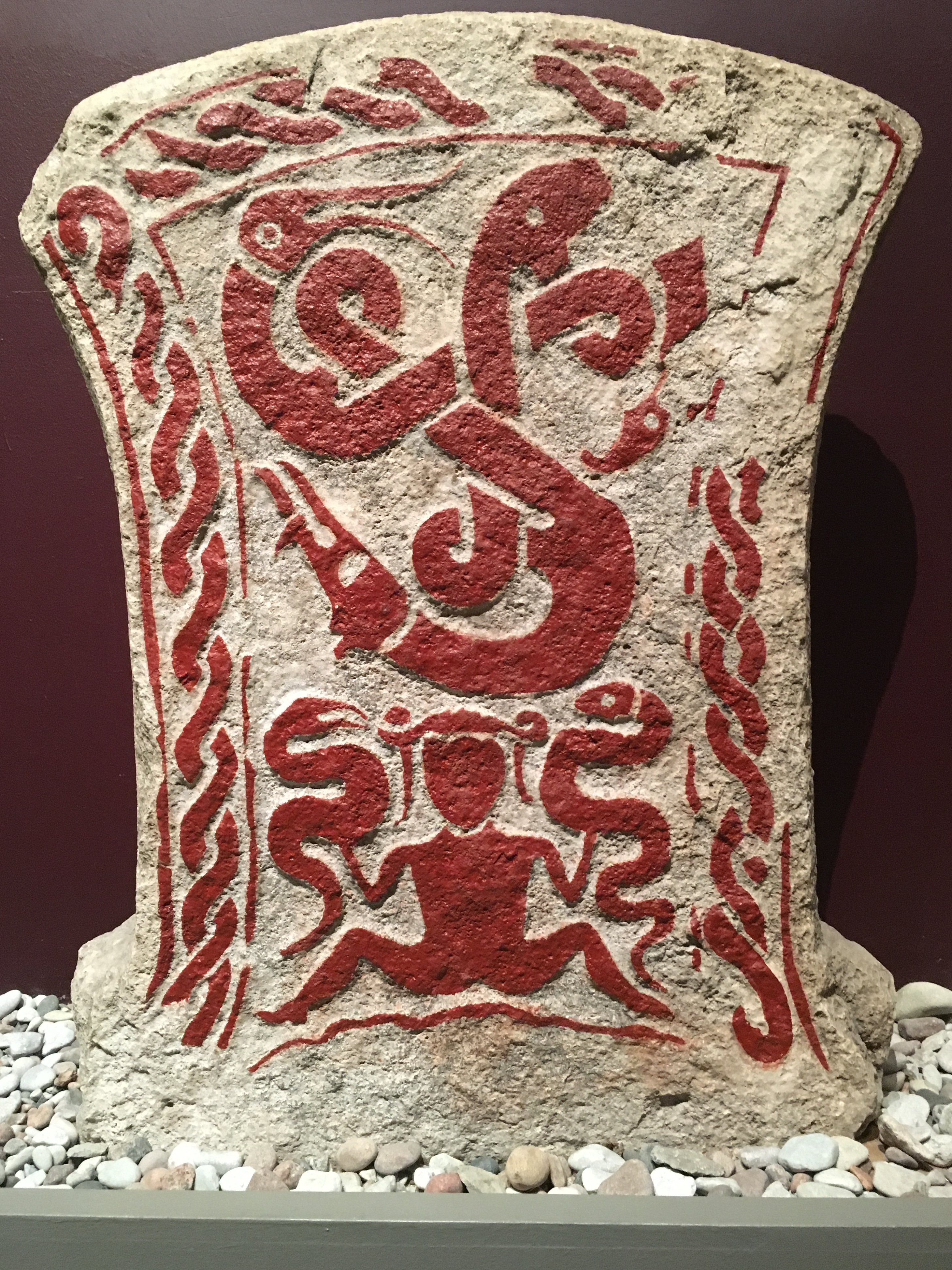
Ormkvinnan, Fornsalen på Gotlands museum
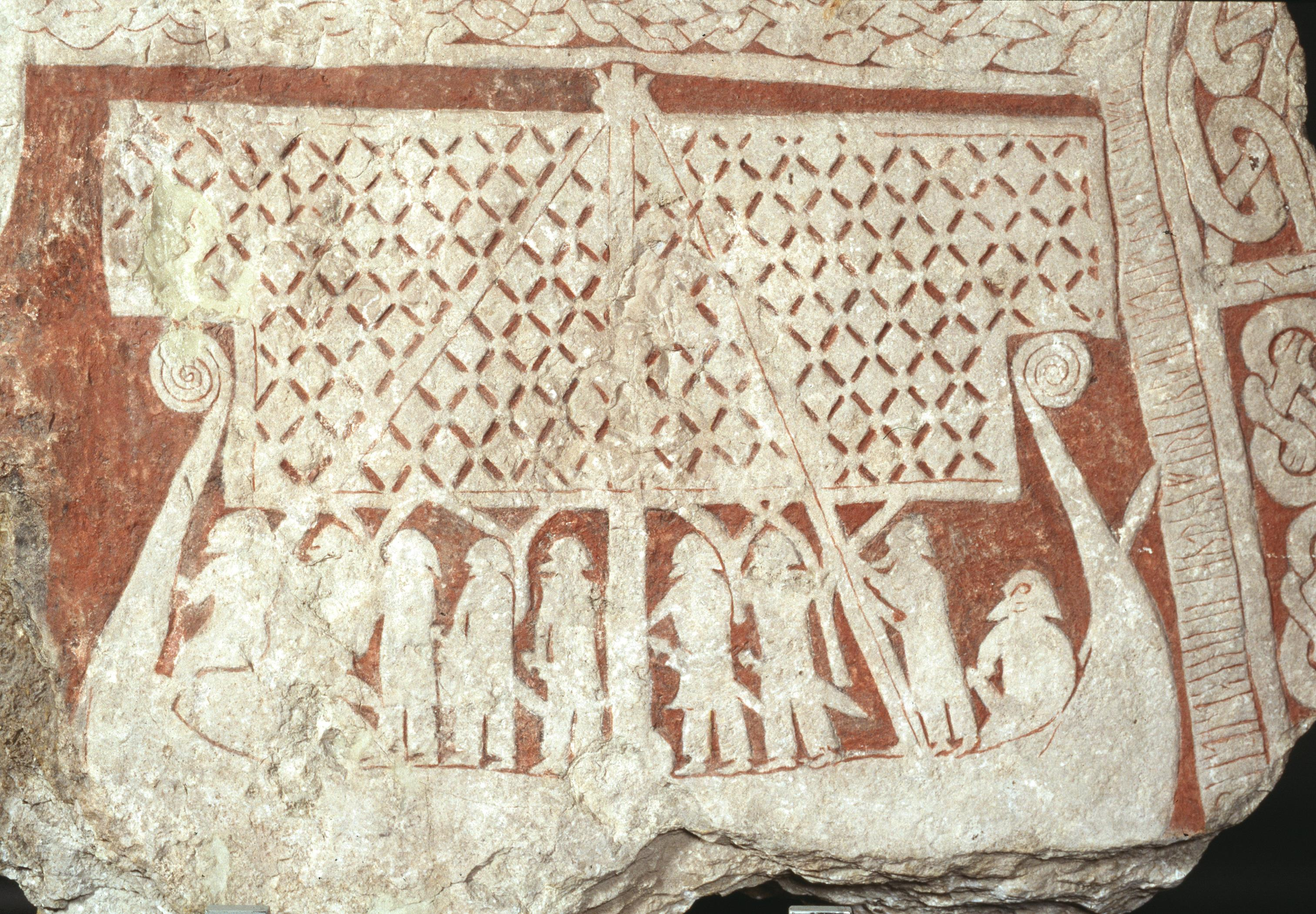
Bildsten med skepp 800-1099 Tjängvide
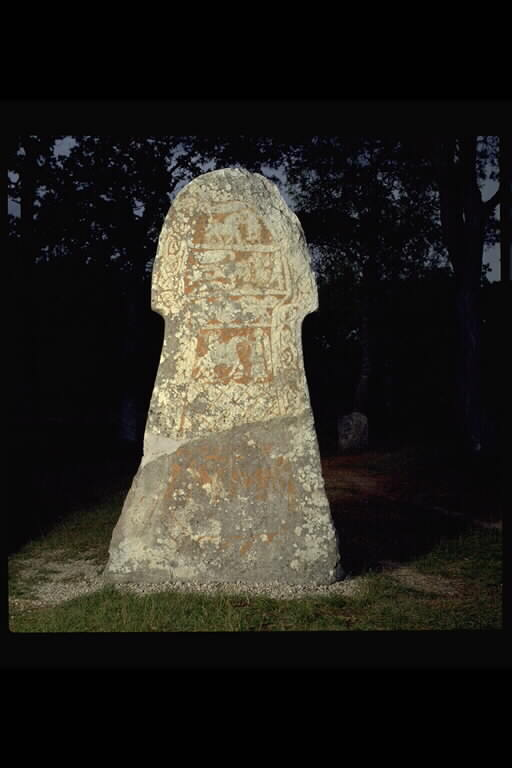
Bildsten Stora Hammars 3